# Dystrykt Kaoma
Dystrykt Kaoma – dystrykt w południowo-zachodniej Zambii w Prowincji Zachodniej. W 2000 roku liczył 162 568 mieszkańców (z czego 48,81% stanowili mężczyźni) i obejmował 29 984 gospodarstw domowych. Siedzibą administracyjną dystryktu jest Kaoma.